# Оулу (губерния)
Губерния О́улу, или Улеа́боргская губерния (фин. Oulun lääni, швед. Uleåborgs län), — одна из губерний Финляндии в период с 1775 по 2009 годы.
Располагалась в центральной части Финляндии и граничила на севере с губернией Лаппи, на юго-западе — с губернией Западная Финляндия, на юго-востоке — с Восточной Финляндией, на востоке — с Республикой Карелия Российской Федерации, на западе омывалась водами Ботнического залива Балтийского моря.
Административный центр находился в городе Оулу.

## История
Первоначально губерния была образована в 1775 году, когда территория входила в состав Швеции. Губерния возникла в ходе разделения лена Остроботния на два меньших: Васа (швед. Vasa län) и Улеаборг (швед. Uleåborgs län).

### В Великом княжестве Финляндском

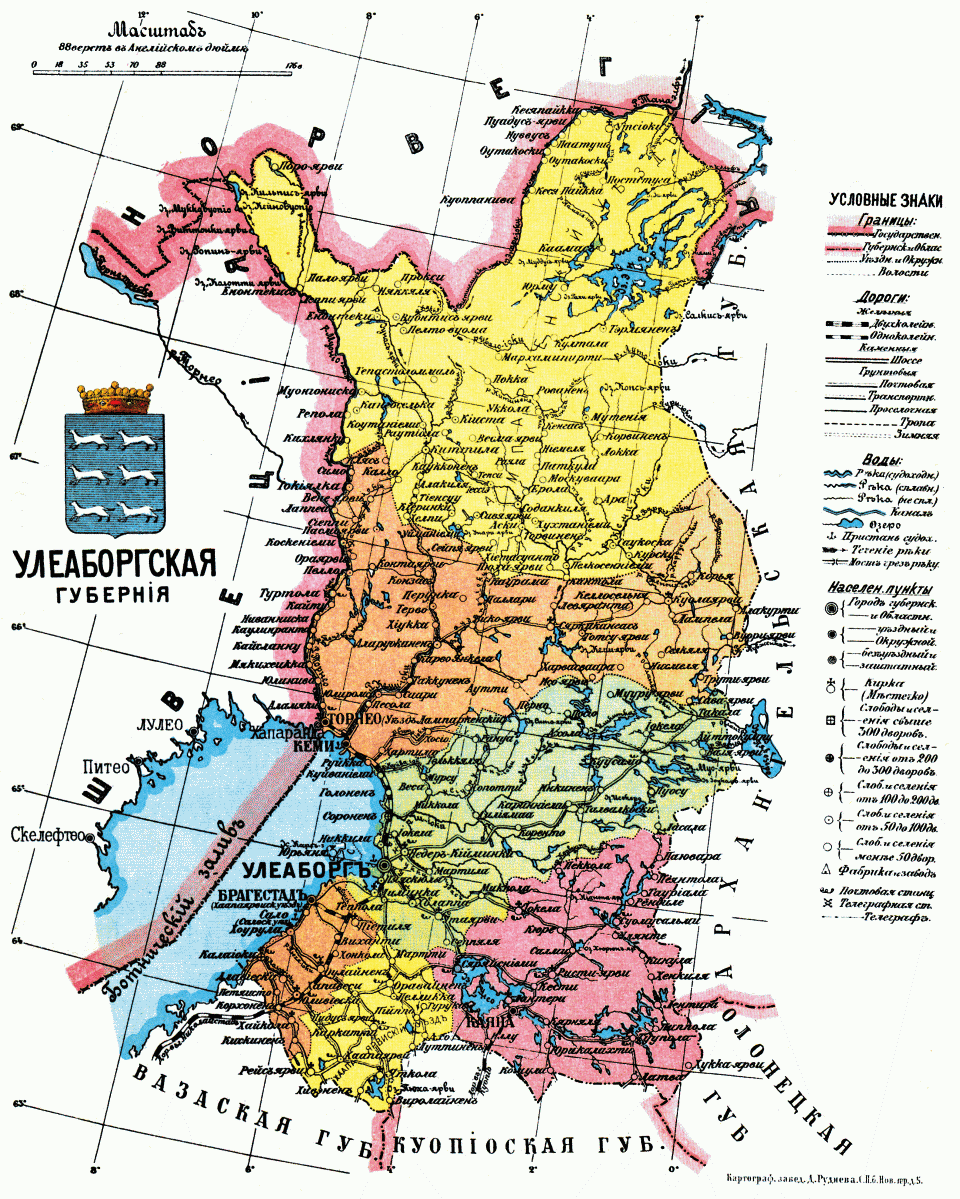
Карта Улеаборгской губернии (1913)

После Финской войны 1808—1809 годов по условиям Фридрихсгамского мирного договора вся Финляндия (включая Аландские острова) отошла к России.
В 1811 году была образована Улеаборгская губерния Великого княжества Финляндского, граничившая на западе с Норвегией. Административным центром остался губернский город Улеаборг.
Губерния занимала часть исторических областей Эстерботнии и Вестерботнии, а также финскую Лапландию. В административном отношении губерния была поделена на 6 уездов:
- Салоский / приход Сало
- Гапавесиский / приход Хаапаярви
- Каянаский / приход Каяна
- Улеоский / приход Улео
- Кемиский / приход Кеми
- Лапмаркский / приход Лаппмаркен

На 1900 год площадь губернии составляла 165 641 км² (44 % от всего княжества), а численность населения — 299 450 человек.
В физико-географическом отношении губерния представляла собой территорию, прорезанную горными хребтами, усеянную холмами и скалами, изобилующую озёрами, реками и лесами.
Сельскохозяйственное производство и земледелие были развиты слабо и имели место лишь в южной части губернии. Из промыслов были развиты смолокурение и рыболовство.
Северная часть Улеаборгской губернии, Лапландия, находясь за пределами полярного круга, была населена лишь лопарями (около 1,5 тыс. человек), а из производств было развито оленеводство и лесозаготовки; у реки Иволайоки (в Лапландии) добывалось золото.
К 1905 году в Улеаборгская губернии проживало 295 187 человек, менее 9 % из которого составляли жители городов. В национальном отношении финны составляли более 93 % от общего числа жителей губернии.

### В независимой Финляндии

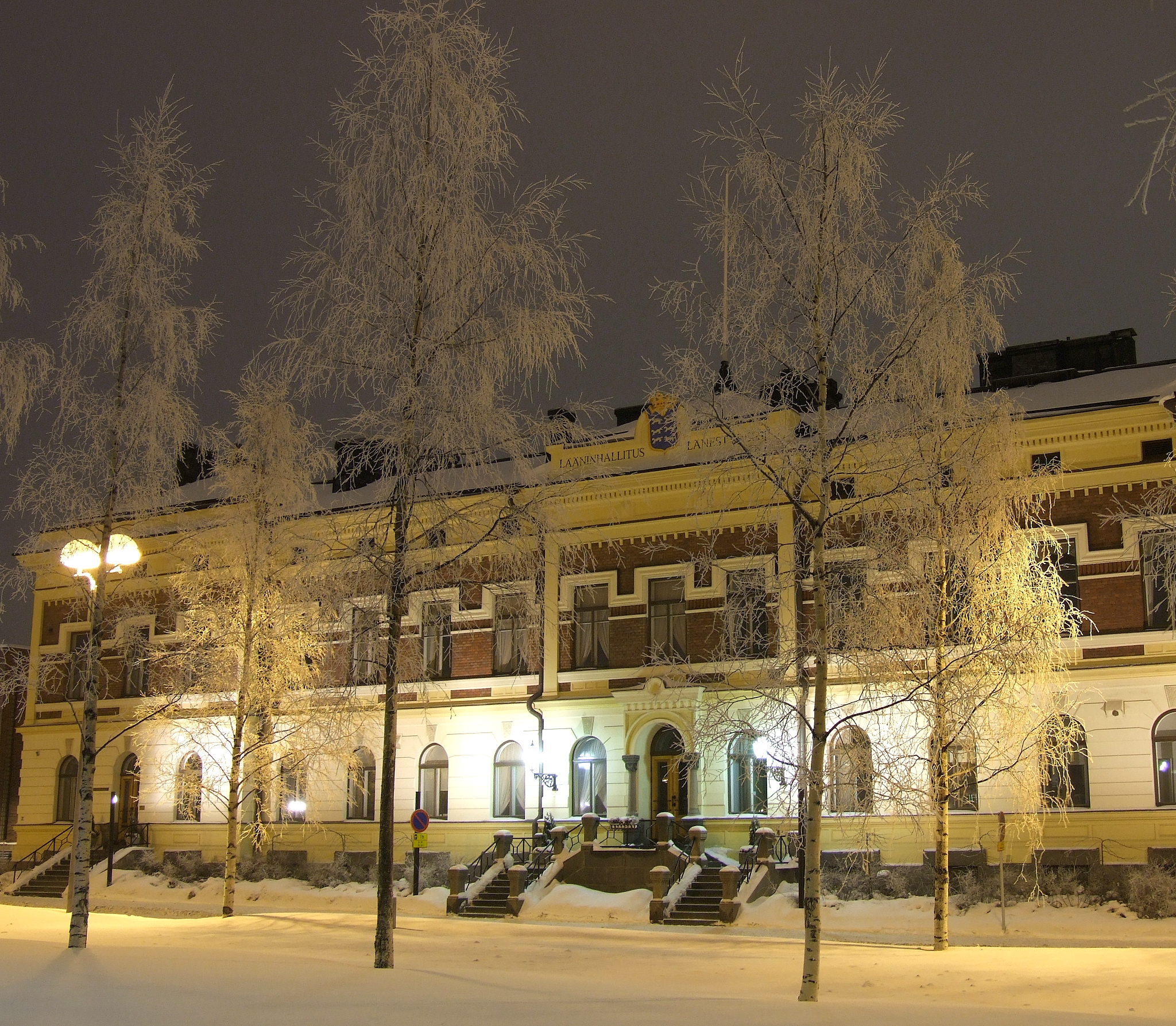
Дом управления губернии Оулу и резиденция губернатора

После обретения Великим княжеством Финляндским независимости, в 1922 году к Улеаборгской губернии была присоединена Печенга.
В 1938 году из губернии Оулу была выделена отдельная губерния Лаппи.
После административной реформы 1997 года несколько общин были объединены (Паттийоки, Теммес, Куйваниеми, Руукки, Вуолийоки и Юликииминки). Кроме того с 2009 года общины Кестиля, Пииппола, Пулккила и Рантсила были объединены в общину Сиикалатва.
Губерния Оулу включала в себя две провинции:
- Северная Похьянмаа
- Кайнуу

1 января 2010 года губернии в Финляндии были упразднены. Было создано Агентство регионального управления Финляндии.